# 喬治·貝爾努
喬治·貝爾努（法語：Georges Alexis Denis Marie Pernoud，1947年8月11日—2021年1月10日）出生於摩洛哥拉巴特-塞拉-蓋尼特拉大區的首都拉巴特，是一位電視記者、主持人和電視製作人，同時也是一位航海探險家。最著名的節目是1980年到2017年期間所做的航海內容《Thalassa》雜誌型態電視節目。

## 生平
他從法國國家廣播電視走入電視媒體業，同時也是一名熱愛帆船運動的運動員。1975年6月喬治·貝爾努大膽地將兩個項目結合，向任職的法國電視三台執行長，提出《Thalassa》節目的企劃案，這是個以海洋和航海運動為主題的節目，1975年9月底正式推出這個節目，一推出就受到觀眾的喜愛，1980年起成為法國電視三台每周固定的節目，2000年達到節目的巔峰，這個節目在塞納河還有一艘與節目同名的船，當中有節目專用的攝影棚，2004年起巡迴法國各地的海岸，每周都有不同的靠港點，增加節目的豐富程度。這是個長壽的電視節目，自1980年到2017年，喬治·貝爾努總共做了1704集節目。
他後來晚年罹患阿茲海默病，影響了他在螢光幕前的表現，他所主持的最後一集在2017年的6月30日，之後由芬妮·阿戈斯蒂尼接下了他的節目。

## 私人生活
他出生於1947年法蘭西殖民帝國今天的摩洛哥拉巴特，於1973年與夫人Monique結婚，婚後兩人育有兩名女兒，Fanny和Julie。
2021年1月10日因為阿茲海默病辭世，享年73歲，逝世當年全世界的旺代單人不靠岸航海賽比賽選手，以發送GPS定位點的方式，向這位長期發展海洋電視節目的先驅致敬，共和國總統艾曼紐·馬克宏也利用X發出一則貼文，向喬治·貝爾努表達敬意。

## 著作
- 1973年 《Une équipe, un bateau》[8]
- 1989年 《Voiliers en liberté》
- 1990年 《Voiliers de rêve》
- 1990年 《Comme un poisson dans l’eau》

## 獲獎
- 2011年 藝術與文學勳章
- 2012年 法國榮譽軍團勳章
- 海事功績勳章

## 相關連結
- IMDb：Georges Pernoud （页面存档备份，存于）